# フォトムービー
フォトムービー（fhoto movie）とは、「写真で作った映画」という意味で、写真・静止画をソースとして作成した動画の総称である。
なお、フォトムービーとスライドショーの違いに関しての疑問が提議されるが、スライドショーは「写真スライドのショー」と捉えれば、フォトムービーの範疇に入ると言える。